# Karlovice (Kostelec u Holešova)
Karlovice (deutsch Karlowitz) ist ein Ortsteil der Gemeinde Kostelec u Holešova in Tschechien. Er liegt acht Kilometer nordwestlich von Holešov und gehört zum Okres Kroměříž.

## Geographie
Karlovice befindet sich in den westlichen Ausläufern der Podbeskydská pahorkatina (Vorbeskidenhügelland). Das Dorf liegt auf einem Pass über den Quellmulden der Bäche Dobrčický potok und Líšenka. Nördlich erheben sich die Vranice (332 m) und Březiny (287 m), im Nordosten die Tereza (312 m), östlich der Hrad (363 m), im Westen der Holý kopec (360 m) und nordwestlich die Robotňa (283 m). Gegen Nordosten erstreckt sich das Waldgebiet Kostelecký les.
Nachbarorte sind Beňov, Kocanda, Marianín, Prusy, Čechy und Domaželice im Norden, Líšná, Lipová und Křtomil im Nordosten, Rychlov, Bystřice pod Hostýnem und Pacetluky im Osten, Bořenovice und Roštění im Südosten, Kostelec u Holešova im Süden, Stará Ves im Südwesten, Přestavlky im Westen sowie Dobrčice im Nordwesten.

## Geschichte
Archäologische Funde belegen eine frühzeitliche Besiedlung der Gegend. Im Kosteletzer Wald wurden Grabhügel mit Lausitzer Keramik, Urnengräber mit Amphoren sowie bronzene Fibeln und Armreifen aufgefunden.
Auf der Hochfläche zwischen Beňov, Líšná und Kostelec u Holešova befand sich im Mittelalter das Dorf Krnůvky. Es wurde 1447 im Zuge des Verkaufs des Dorfes und Hofes durch Johann von Cimburg an Mešek von Kostelec erstmals urkundlich erwähnt. Wodurch Krnůvky erlosch, ist nicht bekannt; es wurde 1547 erstmals als wüst bezeichnet.
Im Jahre 1650 erwarb Johann von Rottal die Herrschaften Bistritz und Holleschau und vereinte sie zu einer großen Herrschaft. Nach dem Erlöschen des Geschlechts von Rottal fiel das Erbe 1762 Franz Anton von Rottals Schwiegersohn Franz Maximilian Nádasdy zu, der die Herrschaft an die Grafen Erdődy veräußerte.
Im Jahre 1780 ließ Gräfin Maria Barbara Erdődy nördlich von Kosteletz ein neues Dorf anlegen, das sie nach ihrem Sohn Karl Vincenc benannte. Die ersten 20 Siedler warb sie in Holešov an. Das Dorf bestand ursprünglich aus 20 Chaluppen und zum ersten Vogt wurde Martin Hlavizňa ernannt. Zwischen 1800 und 1825 erfolgte durch Aufteilung der Grundstücke eine Vergrößerung des Dorfes auf 53 Häuser. Bis zur Mitte des 19. Jahrhunderts blieb der Ort immer nach Holešov untertänig.
Nach der Aufhebung der Patrimonialherrschaften bildete Karlowice / Karlowitz ab 1850 eine Gemeinde in der Bezirkshauptmannschaft Holleschau. 1858 verkauften die Grafen Erdődy ihre Güter in Holešov mit allem Zubehör an die Grafen von Würben. 1961 wurde Karlovice dem Okres Kroměříž zugeschlagen und zugleich nach Kostelec u Holešova eingemeindet. Im Jahre 1991 lebten in dem Dorf 131 Personen. Beim Zensus von 2001 bestand das Dorf aus 50 Häusern und hatte 139 Einwohner. Ethnographisch gehört das Dorf zur Hanna.

## Sehenswürdigkeiten
- Glockenturm am Dorfanger, errichtet 1880
- Holzkreuz an der Stelle des erloschenen Dorfes Krnůvky
- Marienkapelle im Wäldchen Březí, südwestlich des Dorfes